# Serphites bruesi
Serphites bruesi is een vliesvleugelig insect uit de familie Serphitidae. De wetenschappelijke naam is voor het eerst geldig gepubliceerd in 2011 door McKellar & Engel.